# Falls Count Anywhere match
Falls Count Anywhere match – odmiana walki w wrestlingu.

## Zasady
W Falls Count Anywhere matchu przypięcia liczone są nie tylko w ringu, ale również poza nim. Niemożliwa jest w nim wygrana poprzez wyliczenie pozaringowe. Jako że walka może mieć miejsce w różnych częściach areny (np. na zapleczu), często wprowadza się w nią brak dyskwalifikacji – dzięki temu wrestlerzy mogą używać znalezionych przedmiotów.
Przypięcia nie są jednak liczone dosłownie wszędzie – liczenie ich ogranicza się do przypięć wewnątrz areny. Wyjątkiem od tej reguły była walka pomiędzy Hardcore Hollym a Al Snowem na gali St. Valentine's Day Massacre: In Your House, w której Holly przypiął Snowa na brzegu rzeki Missisipi.

## Wariacje
Wariacją tego starcia może być walka, w której przypięty poza ringiem zawodnik musi wrócić do ringu w przeciągu wyznaczonego czasu, liczonego przez sędziego (liczenie do 10 lub 30). Jeżeli wrestler zdoła dotrzeć do ringu, walka jest kontynuowana. Kolejną wariacją jest Submissions Count Anywhere match, odbywający się na takich samych zasadach, co Falls Count Anywhere match, lecz aby wygrać należy zmusić przeciwnika do poddania się.